# Strömsborgsbron

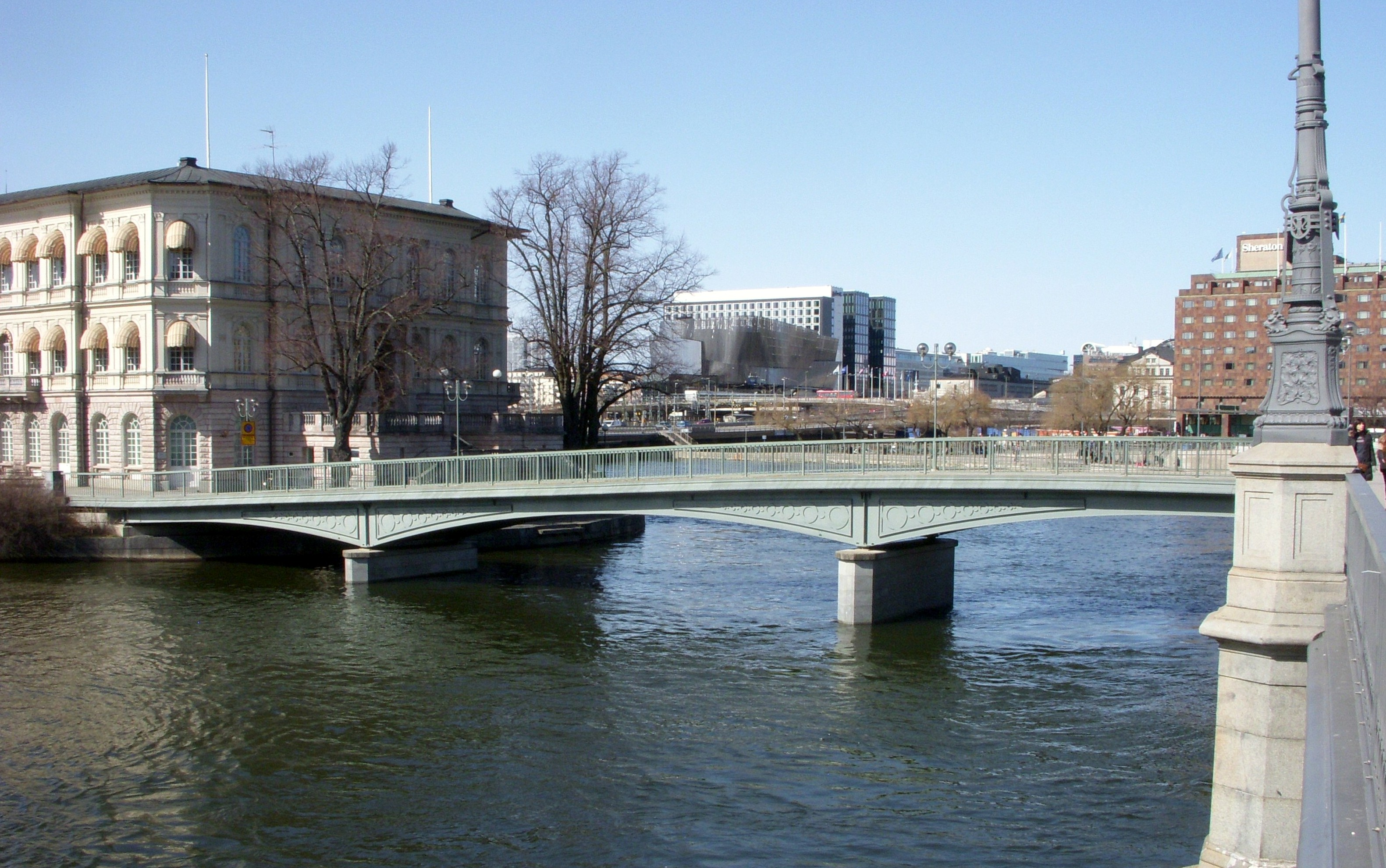
Strömsborgsbron i april 2011.

Strömsborgsbron är en bro i Gamla stan i Stockholm. Bron förbinder Vasabron med Strömsborg. Bron är 45 meter lång och har tre spann. Strömsborgsbron är bara avsedd för intern trafik till Strömsborg. 
År 1873 byggdes till Strömsborg den första bron, som var en gångbro. Då gick den mellan öns västra sida och Sammanbindningsbanans  första järnvägsbro som existerade mellan 1871 och 1954. År 1954 när Centralbron tillkom anlades en ny bro, denna gång mellan Strömsborgs östra sida och Vasabron. Den nuvarande bron uppfördes 1992-1993 och invigdes den 9 juli 1993.